# Careproctus falklandicus
Careproctus falklandicus är en fiskart som först beskrevs av Lönnberg, 1905.  Careproctus falklandicus ingår i släktet Careproctus och familjen Liparidae. Inga underarter finns listade.